# Horní Prosíčka
Horní Prosíčka

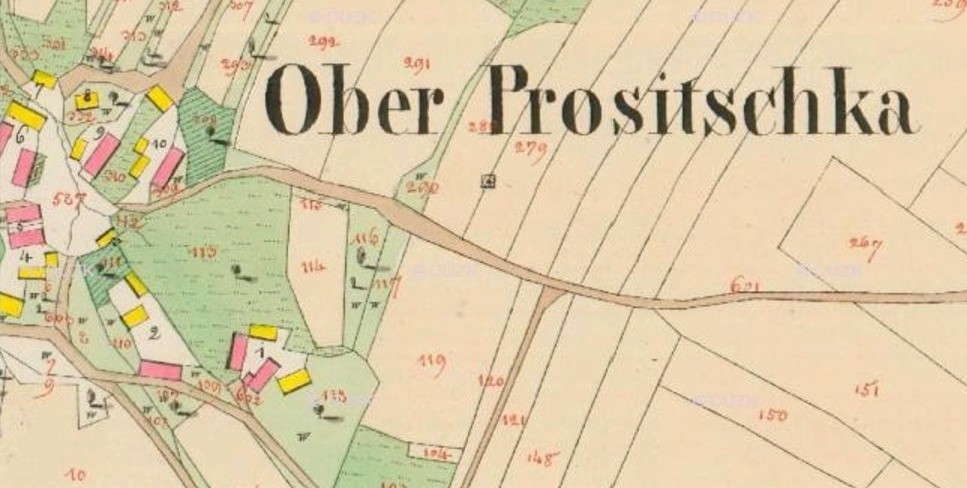
obec Horní Prosíčka, mapa stabilního katastru z roku 1838

je jižní část obce Prosíčka v okrese Havlíčkův Brod. V roce 2009 zde bylo evidováno 18 adres. V roce 2001 zde trvale žilo 39 obyvatel.
Horní Prosíčka leží v katastrálním území Prosíčka o výměře 2,4 km2.